# Sascha Konietzko
Sascha Konietzko (nascido em 21 de junho de 1961) é membro e fundador da banda industrial KMFDM desde 1984. Ele é o único membro que aparece em todos os álbuns. "Sascha K", como também é conhecido, trabalhou em outros projetos como Schwein (com o criador do Pig e o co-fundador do KMFDM, Raymond Watts) e Excessive Force. Em 2000 se juntou a Lucia Cifarelli e Tim Skold para formar a banda MDFMK.
Sascha se diz pai da música industrial e refere-se a si mesmo como "Käpt'n K."
Sascha é casado com a vocalista do KMFDM, Lucia Cifarelli.